# Philolaus (Mondkrater)
Philolaus ist ein Einschlagkrater auf dem Mond am nordwestlichen Rand der Mondvorderseite. Er weist einen Durchmesser von 70 Kilometern auf und ist gut erhalten. Im Westen liegt der Krater Anaximenes und im Norden der Krater Anaxagoras. Der Kraterrand ist stark terrassiert. Im Inneren des Kraters befinden sich zwei zentrale Erhebungen.
| Buchstabe | Position           | Durchmesser | Link |
| --------- | ------------------ | ----------- | ---- |
| B         | 69,7° N, 24,47° W  | 11 km       |      |
| C         | 71,23° N, 32,82° W | 98 km       |      |
| D         | 74,37° N, 27,66° W | 91 km       |      |
| E         | 69,62° N, 18,79° W | 11 km       |      |
| F         | 68,08° N, 18,35° W | 7 km        |      |
| G         | 69° N, 23,53° W    | 106 km      |      |
| U         | 75,12° N, 33,3° W  | 13 km       |      |
| W         | 75,73° N, 36,02° W | 16 km       |      |

Der Krater wurde 1935 von der IAU nach dem vorsokratischen griechischen Philosophen Philolaos benannt.

## Weblinks

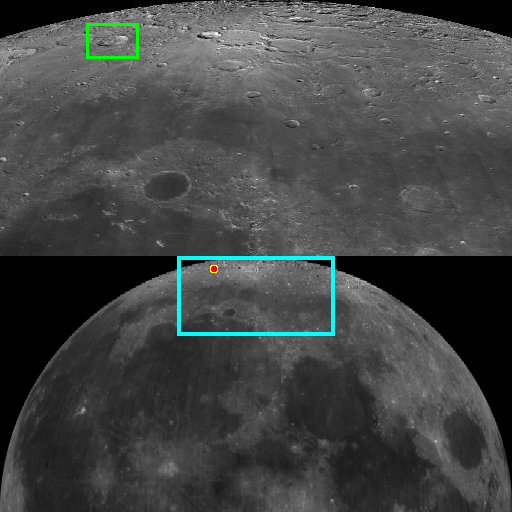
Lage von Philolaus am Nordwestrand des Mondes